# أوم براكاش شارما
أوم براكاش شارما هو سياسي هندي، ولد في 1953 في دلهي في الهند. نشط حزبياً في حزب بهاراتيا جاناتا. وقد انتخب عضو الجمعية التشريعية في دلهي ‏.